# Liste des présidents du Conseil législatif du Bas-Canada
Liste des présidents du Conseil législatif du Bas-Canada. Les personnes suivantes ont exercé la présidence du Conseil législatif de la Province du Bas-Canada.
| Président                      | Nomination       |
| ------------------------------ | ---------------- |
| William Smith (juge en chef)   | 15 décembre 1792 |
| Thomas Dunn                    | 18 février 1793  |
| François Baby                  | 22 janvier 1794  |
| William Osgoode (juge en chef) | 17 décembre 1794 |
| Thomas Dunn                    | 18 décembre 1794 |
| James Monk (juge en chef)      | 9 janvier 1802   |
| François Baby                  | 8 mars 1802      |
| John Elmsley (juge en chef)    | 5 février 1803   |
| Thomas Dunn                    | 23 janvier 1805  |
| François Baby                  | 18 février 1806  |
| Henry Allcock (juge en chef)   | 16 janvier 1807  |
| Thomas Dunn                    | 22 février 1808  |
| Jonathan Sewell (juge en chef) | 5 janvier 1809   |
| Thomas Dunn                    | 5 février 1811   |
| John Hale                      | 23 février 1814  |
| James Monk (juge en chef)      | 16 janvier 1815  |
| John Hale                      | 21 février 1815  |
| James Monk (juge en chef)      | 21 janvier 1816  |
| John Hale                      | 7 février 1817   |
| Olivier Perrault (juge)        | 10 mars 1823     |
| James Kerr                     | 22 janvier 1827  |
| John Richardson                | 4 février 1831   |
| John Caldwell                  | 15 novembre 1831 |
| Edward Bowen                   | 20 février 1835  |